# Ureterokela
Ureterokela  ili ureterocela je cistična dilatacija ili okruglo proširenje submukoznog intravezikalnog ili završnog dela uretera koji leži između sluznokože trigonuma i detrusora i strči u lumen mokraćne bešike. Najčešće je opstruktivna, i značajno se češče javljaju kod duplikacija uretera.

## Epidemiologija
Učestalost ureterokele iznosi 1:5.000–12.000. Četiri do šest puta je češća u devojčica nego kod dečaka. 

## Etiopatogeneza
Normalno se ureter po ulasku u mokraćnu bešiku pruža submukozno u određenoj dužini i tek tad otvara u lumen bešike. Ako je otvor sužen, prvo se cistično dilatira taj submukozni deo uretera i tek potom retrogradno ceo ureter i pijelokaliksni sistem (analogno opstruktivnom megaureteru). 

### Podela
Prema preporuci Urološke sekcije Američke akademije za pedijatriju razlikuju se dva tipa ureterokele:
- intravezikalna ureterokelna koja je u celosti smeštena u mokraćnoj bešici i
- ektopična ureterokela kod koje deo leži u vratu mokraćne bešike ili u uretri.

Svaki od ovih tipova može biti povezan sa jednostrukim ili dvostrukim ureterom. 

## Klinička slika
Ako ureterokela izaziva opstrukciju, ili vezikoureteralni refluks (VUR) javljaju se simptomi uroinfekcije. 

## Dijagnoza
Mikciona cistoureterografija  (MCUG) se ultrasonografski i urografskim ispitivanjima. Jednostavna ureterokela može da se dijagnostikuje:  
- Ultrasonografijom,  tokom koje se na pregledu ureterokela prikazuje kao cistična intravezikalna masa, zajedno sa dilatiranim ureterom koji je postavljen u ureteralni otvor blizu lateralne margine trigonuma. Odnosno kao ehogena, okrugla struktura lokalizirana blizu lateralne margine trigonuma.

- Mikciona cistoureterografija  (MCUG), dijagnostička metoda u urologiji, kojom se uz pomoć rendgena obavlja pregled mokraćne bešike i susednih organa urinarnog sistema tokom čina mokrenja.

- Intravenskom urografijom

## Terapija
Terapija može biti ili endoskopska (resekcija ili punkcija ureterocele) ili klasično operativna, reimplantacijom uretera u bešiku.

## Komplikacije
Mnoge  komplikacije nastaju zbog ureterokele, jer su redundantni sistemi za sakupljanje mokraće obično manjeg prečnika od pojedinačnih i predisponiraju pacijenta na neprohodan kamen u bubregu. izazvan povećanom kolizijom čestica mokraćne kiseline. Ureterocela je takođe povezana sa lošom funkcijom bubrega. Može izazvati čestu blokadu uretera što dovodi do ozbiljnog oštećenja bubrega. U drugim slučajevima, mali, gornji deo bubrega je urođeno nefunkcionalan. Iako često dobroćudan (benigni), ovaj problem može zahtevati uklanjanje delova koji ne funkcionišu.

## Literatura
- Rosenblum, S.; Pal, A.; Reidy, K. (април 2017). „Renal development in the fetus and premature infant”. Semin Fetal Neonatal Med. 22 (2): 58—66. PMC 5387761 . PMID 28161315. doi:10.1016/j.siny.2017.01.001.
- Nedima ATIĆ, Izeta SOFTIĆ, Jasminka TVICA (2007). „Anomalije urinarnog trakta u djece”. Pedijatrija Danas. 3 (2): 149—163.

## Spoljašnje veze
- :  (језик: енглески)
- : Genes and Disease (језик: енглески)

|  | Molimo Vas, obratite pažnju na važno upozorenje u vezi sa temama iz oblasti medicine (zdravlja). |